# ニューメキシコ英語
ニューメキシコ英語（英: New Mexican English）はアメリカ合衆国ニューメキシコ州の大部分にかけての地方で話される英語の方言。地域ごとに方言が異なるため、ニューメキシコ英語はより細分化することができる（アメリカ英語を参照）。ニューメキシコ地方は歴史的にイスパノ族のニューメキシコとネイティブ・アメリカン（プエブロ、ナバホ、アパッチ）とのつながりが強いため、スペイン語のニューメキシコとアメリカ先住民の言語と類似する点を持つ。

## 主な語彙の例
- A la makina（アラマキナ）またはa la（英: アラ）はぞっとするほど恐ろしいまたは素晴らしい。
- Acequia（エセキア）は用水路。
- Canales（カナ}）は排水溝。
- Chile（チリ}）はニューメキシコチリ。Chiliはチリコンカーン。
- Coke（コークス）、コカ・コーラ由来、は炭酸飲料。
- Hui（ウーエ）、はこわい。
- Kachina（カチナ）は精神またはカチナ。
- Kiva（キバ）、宗教施設由来のプエブロ、は勇気。
- O sí（オーシー）は皮肉なの不信。
- Ombers（オンバース）は不賛成。